# تشخيص التصلب المتعدد
يستند المعيار الحالي لتشخيص التصلب المتعدد (MS) إلى مراجعة 2018 لمعايير ماكدونالد. يعتمد التشخيص على التصوير بالرنين المغناطيسي (أو الأعراض السريرية) للآفات المزالة للميالين في الجهاز العصبي المركزي، والتي تكون ذات توزع منتشر مكاني (DIS) وزماني (DIT). من متطلبات التشخيص الأخرى أيضًا استبعاد أي مرض معروف محتمل ينتج عنه آفات مزيلة للميالين قبل تطبيق معايير ماكدونالد.
يجعل هذا المطلب الأخير مرض التصلب العصبي المتعدد اضطرابًا غير واضح المعالم، تتغير حدوده في كل مرة يُشخص فيها مرض جديد. اندرجت بعض الحالات ضمن مرض التصلب العصبي المتعدد، لكنها أصبحت الآن منفصلة عنه، مثل التهاب النخاع والعصب البصري أو داء أضداد موغ. لا تكون الآفة المفردة (RIS) من علامات تشخيص التصلب العصبي المتعدد بسبب طبيعة آفاته المنتشرة. للسبب نفسه، لن تُعتبر المرحلة البادرية من مرض التصلب العصبي المتعدد (الحالة غير المعروفة التي تسبب الآفات) على أنها تصلب عصبي متعدد.
أحيانًا، يجب أن يكون التشخيص بأثر رجعي، بالاعتماد على التدهور التدريجي للعلامات والأعراض العصبية، بسبب عدم فهم الإمراضية التي تؤدي إلى تطور المرض. ومع ذلك، التشخيص الوحيد المؤكد لمرض التصلب العصبي المتعدد هو تشريح الجثة بعد الوفاة، إذ يمكن اكتشاف الآفات النموذجية لمرض التصلب العصبي المتعدد من خلال تقنيات التشريح المرضي.

## ملخص
يعتمد تشخيص داء التصلب المتعدد عادةً على العلامات والأعراض الظاهرة، جنبًا إلى جنب مع التصوير الطبي الداعم والاختبارات المعملية. قد يكون من الصعب تأكيد التشخيص، خاصة في وقت مبكر، لأن العلامات والأعراض قد تكون مشابهة لعلامات اضطرابات طبية أخرى. معايير ماكدونالد، التي تركز على الأدلة السريرية والمخبرية والإشعاعية للآفات في أوقات مختلفة وفي مناطق مختلفة، هي الطريقة الأكثر شيوعًا في التشخيص، مع معايير شوماخر وبوزر كونها ذات أهمية تاريخية في الغالب. بينما تسمح المعايير المذكورة أعلاه بالتشخيص غير الجراحي، يذكر البعض أن الدليل القاطع الوحيد هو تشريح الجثة أو الخزعة التي نكشف عن طريقها عن وجود الآفات النموذجية لمرض التصلب العصبي المتعدد.
قد تكون البيانات السريرية وحدها كافية لتشخيص مرض التصلب العصبي المتعدد في حال كان يعاني المريض من نوبات منفصلة من الأعراض العصبية المميزة للمرض. بالنسبة لأولئك الذين يسعون للحصول على رعاية طبية بعد هجمة واحدة فقط، هناك حاجة إلى اختبارات أخرى للتشخيص. أكثر أدوات التشخيص شيوعًا هي التصوير العصبي، وتحليل السائل الدماغي النخاعي واختبار الجهد المُستحث. قد يُظهر التصوير بالرنين المغناطيسي للدماغ والعمود الفقري مناطق إزالة الميالين (آفات أو لويحات). يمكن إعطاء الجادولينيوم عن طريق الوريد كعامل تباين لإبراز اللويحات النشطة وإثبات وجود آفات غير مرتبطة بالأعراض في وقت التقييم. قد يوفر اختبار السائل النخاعي الناتج عن إجراء البزل القطني دليلًا على وجود التهاب مزمن في الجهاز العصبي المركزي. تبحث اختبارات السائل الدماغي النخاعي عن عصابات قليلة النسيلة من الغلوبولين المناعي IgG على الرحلان الكهربائي، وهي علامات التهاب موجودة في 75-85% من مرضى التصلب المتعدد. قد يستجيب الجهاز العصبي في مرض التصلب العصبي المتعدد بشكل أقل نشاطًا لتحفيز العصب البصري والأعصاب الحسية بسبب إزالة الميالين من هذه المسارات. يمكن الحصول على هذه الاستجابات الدماغية باستخدام اختبار الجهد المستحث البصري والحسي.

## الاتجاهات نحو التشخيص المبكر

### الباد أو المرحلة المبكرة
كشفت الدراسات عن تفاعلات متزايدة مع الخدمات الصحية من قبل الأشخاص المصابين بمرض التصلب العصبي المتعدد بعد عدة سنوات. وشملت مجموعة الأعراض الألم والإرهاق. تستمر الدراسات حول ما إذا كان مرض التصلب العصبي المتعدد له طور أولي أو مبكر، ويمكن تشخيصه وعلاجه قبل بدء الأعراض بكثير.

### فعالية العلاجات المعدلة للمرض DMT
تتوفر الآن مجموعة من العلاجات المعدلة للمرض (DMT) لتقليل تقدم مرض التصلب العصبي المتعدد على المدى الطويل. تشير الدراسات بشكل متزايد إلى أن الاستخدام المبكر والعنيف للعلاجات المعدلة للمرض مفيد للحصول على نتائج طويلة الأجل.